# Polstenke
Polstenke so glive iz rodu Xerocomus (polstenka), ki spada v družino cevark (Boletaceae).

## Značilnosti
Polstenke so rod gob s cevasto trosovnico in prvi mikologi jih niso ločevali od podobnih gobanov, ter so bile vse uvrščene v skupni rod. Kaseneje so vrste pri katerih posameznih cevk ni mogoče ločiti med seboj premaknili v svoj rod polstenk.
Novejše filogenetske molekularne študije so pokazale, da so bile v rod polstenk umeščene mnoge vrste, ki si niso v sorodu, čeprav so si med seboj podobne in si delijo skupne morfološke značilnosti.. Posledica tega je bila premik nekaterih polstenk v rodova polstencev (Xerocomellus) in turkovcev (Hemileccinum).. Polstenci so bolj sorodni gobanom (Boletus), turkovci pa prekatnikom (Phylloporus).
Kasneje se je še več polstenk premaknilo v nove rodove: zlatopori (Aureoboletus), polstenovci (Imleria), vrtnikovci (Hortiboletus) in škrlatniki (Rheubarbariboletus).

## Seznam polstenk najdenih v Sloveniji
- datljeva polstenka (Xerocomus ferrugineus)
- navadna polstenka (Xerocomus subtomentosus)